# تومي جيتر
تومي جيتر (بالإنجليزية: Tommy Jeter)‏ هو لاعب كرة قدم أمريكية أمريكي، ولد في 20 سبتمبر 1969 في ناكوغدوشس في الولايات المتحدة.

## وصلات خارجية
- تومي جيتر على موقع مرجع كرة القدم المحترفة.كوم (الإنجليزية)